# São José Paquete África (navio negreiro)

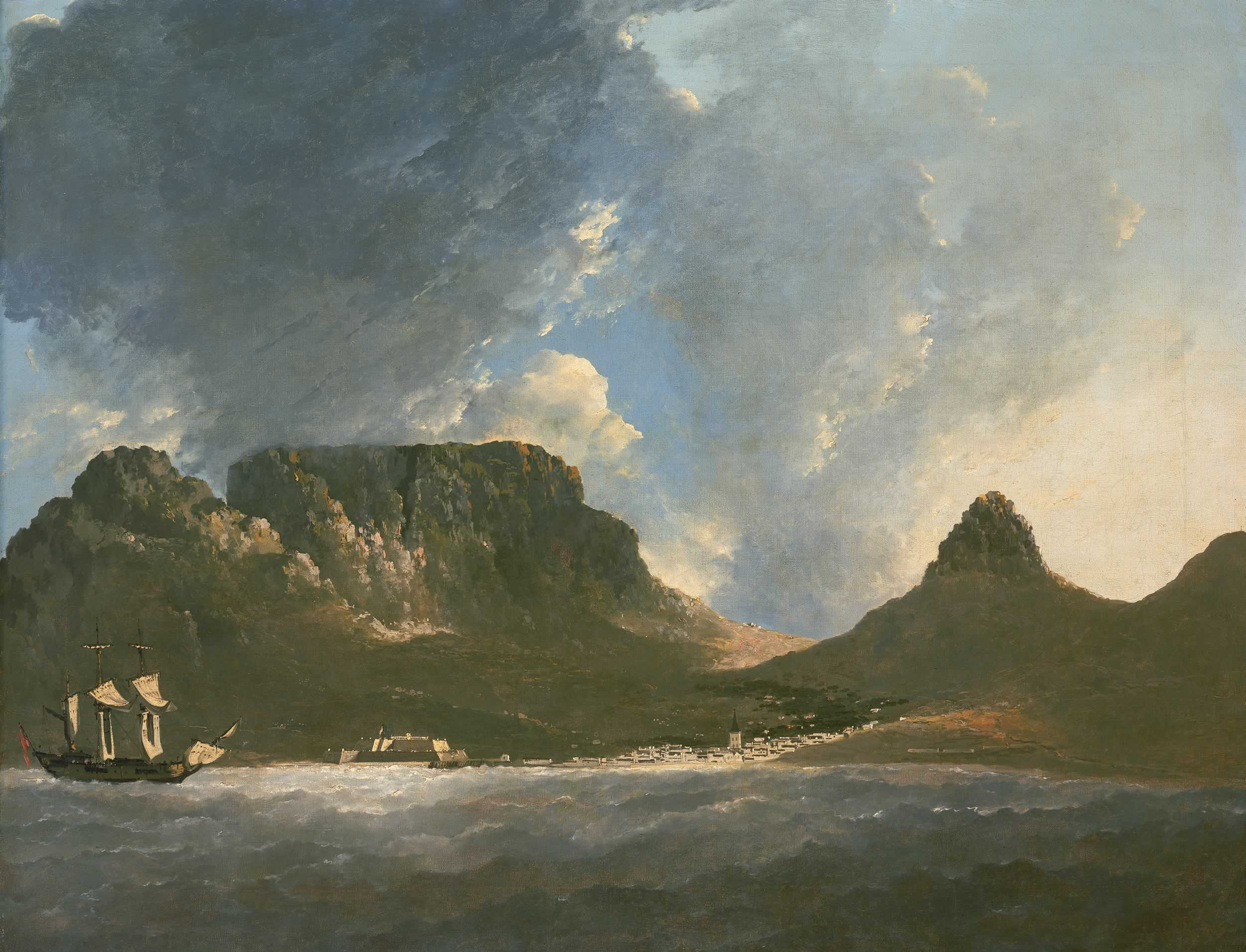
Pintura de Hodges do Cabo (1772). Perto daqui, em 1794, o negreiro São José Paquete África afundou com sua carga humana.

O São José Paquete África foi um navio negreiro do Reino de Portugal que afundou em 1794 na costa da Cidade do Cabo, África do Sul. Perto da costa, mas em águas profundas, 212 dos 400 a 500 escravos africanos que estavam a bordo morreram quando o navio afundou. Em 2015, o Museu de História Afro-Americana do Smithsonian, os Museus Iziko da África do Sul, o Projeto Naufrágios de Escravos e outros parceiros confirmaram a descoberta do naufrágio perto de onde ele afundou. O navio e seus escravos seguiam de Moçambique para o Brasil, durante o auge do comércio internacional de escravos africanos . Poucos outros ex-navios negreiros foram encontrados, mas o São José é o primeiro e único naufrágio descoberto, até 3 de junho de 2015, de um navio negreiro em atividade, que afundou em trânsito com sua carga humana a bordo.

## História

Imagens esquemáticas dos tipos de transporte de escravos portugueses, semelhantes a outros negreiros

Em 27 de abril de 1794, o São José partiu de Lisboa, Portugal, capitaneado por Manuel João Pereira. Em seu porão havia uma carga de balastros de ferro cuidadosamente calibrados que os navios à vela exigiam para transportar com eficiência no oceano aberto o peso inconstante de centenas de cativos. O destino do navio, a colônia portuguesa de Moçambique no sudeste da África, era uma fonte relativamente nova de trabalho escravo para o comércio escravos no Atlântico. O São José é um dos primeiros navios conhecidos a tentar a viagem de longa distância de Portugal a Moçambique e ao Brasil.
O caminho do navio representa o aumento dos esforços dos comerciantes de escravos europeus para obter escravos. Mais de dois séculos de comércio de escravos ao longo da costa oeste da África reduziram a população e, juntamente com o aumento da concorrência, motivaram Portugal a enviar navios para 11.000 km de distância, para uma das fontes mais distantes e baratas de escravos no comércio transatlântico, Moçambique, África e em seguida, enviar os escravos ao redor do Cabo da África para o Brasil.
No início de dezembro, no porto da Ilha de Moçambique, a tripulação do navio acomodou sua carga humana e partiu. Os homens, mulheres e crianças escravizados eram provavelmente do interior de Moçambique. A viagem deles no porão de escravos para o Maranhão, Brasil, estava programada para durar cerca de quatro meses. A viagem durou apenas algumas semanas.
O navio estava tentando atravessar as difíceis águas do Cabo por volta das 2h no dia 27 de dezembro. Perto de Camps Bay, ele se chocou contra rochas submersas a cerca de 100 m (330 ft) da costa. Com o navio em perigo, a tripulação deu o alarme disparando os canhões. Uma barca com parte dos escravizados conseguiu alcançar refúgio na Colônia do Cabo . Revezamentos de cordas com cestas também foram empregados para ajudar a salvar vidas, mas o navio se partiu por volta das 5h. O capitão e toda a tripulação foram resgatados, mas centenas de escravos morreram afogados, possivelmente em suas algemas de ferro. Os sobreviventes logo foram vendidos na Colônia do Cabo.

## Descoberta

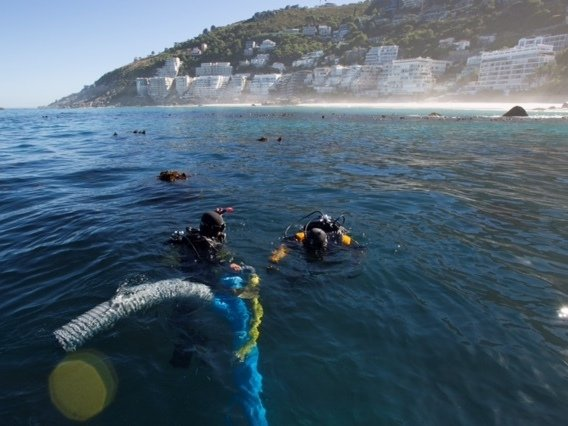
Mergulhadores perto do naufrágio

Mergulhadores locais encontraram os destroços na praia de Clifton na década de 1980, mas o identificaram erroneamente como um navio mercante holandês. Vários itens do navio, incluindo parafusos, balas de canhão e canhões foram removidos por caçadores de tesouros. Descobertas em arquivos da África do Sul e de Portugal, bem como testes de artefatos confirmaram em 2015 que o navio era o navio negreiro São José . Em 3 de junho de 2015, juntamente com o anúncio formal da descoberta, foi realizada uma cerimônia fúnebre pelos perdidos. Três mergulhadores da África do Sul, Estados Unidos e Moçambique espalharam o solo da terra natal dos escravos nas ondas não muito longe do naufrágio. Os artefatos do local de mergulho foram exibidos no Slave Lodge do Museu Iziko da África do Sul em junho de 2015 e passam por esforços de conservação lá, com pesquisa adicional e recuperação contínua. Alguns artefatos foram emprestados para exibição no Museu de História Afro-Americana dos Estados Unidos, quando foi inaugurado em 2016. Conectado com o aniversário de 2015 da abolição da escravatura na África do Sul e o trabalho no São José, o Iziko lançou uma nova exposição no site, Slavery in South Africa .